# شهرستان سییانگ
شهرستان سییانگ (به لاتین: Siyang County) یک شهرستان‌های جمهوری خلق چین در چین است که در ساکیان واقع شده‌است.
 شهرستان سییانگ ۱٬۴۱۸ کیلومتر مربع مساحت و ۸۳۱٬۱۱۲ نفر جمعیت دارد.